# Государство Само
Госуда́рство Са́мо — раннесредневековое (VII век) государство (союз племён, конфедерация), упомянутое в письменных источниках. Существовало на территории современных Чехии и Нижней Австрии (а также части Силезии, Словакии и Словении), объединяя предков чехов, словаков, лужицких сербов и словенцев.

## Границы
Точных данных о границах государства не сохранилось, предположительно являлось предшественником Карантании или Великоморавской державы. Основным источником по истории государства Само является Хроника Фредегара. Все остальные источники созданы позже.
Согласно некоторым археологическим исследованиям, центр государства Само находился севернее Дуная в верхнем течении Майна.
В начале IX в. этот регион именовался «regio Sclavorum» (Славянский регион) или «terra Slavorum». Здесь также обнаружена многочисленная раннесредневековая славянская керамика. В этой местности также найдены многие славянские топонимы, такие как Winideheim («венедский холм»), и Knetzburg («княжеская гора»).

## Создание государства

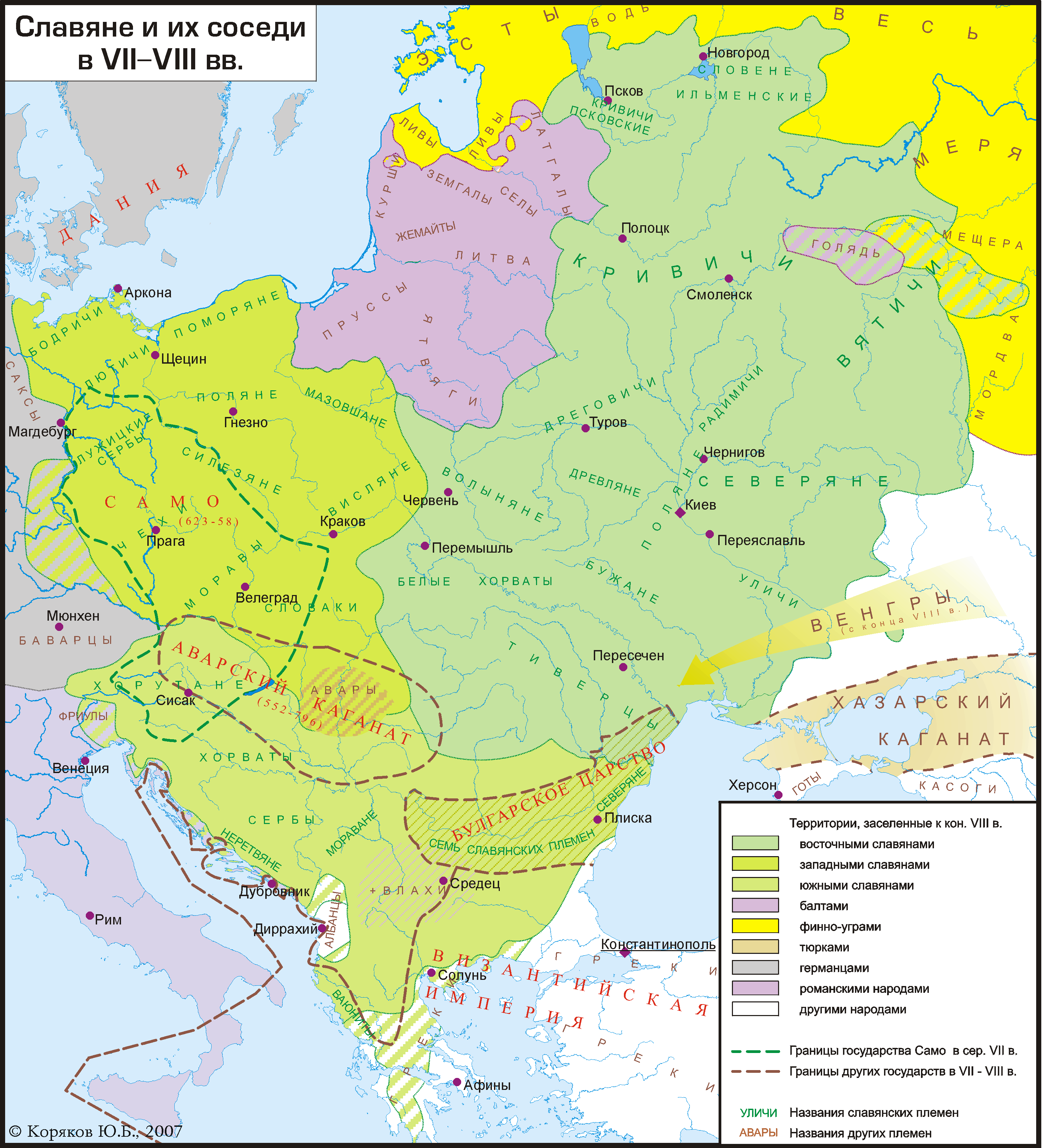
Карта расселения славян и их соседей на конец VIII века

Согласно Хронике Фредегара, государство было создано франкским торговцем из Сенонской области по имени Само на славянских землях. Финский филолог И. Миккола полагает, что торговец Само был галло-римлянином. Он возглавил восстание славян (вендов) против Аварского каганата, в итоге был избран королём (военным вождём) и выиграл войну. Хроника Фредегара относит это событие к 623 году. Однако существуют сомнения во франкском происхождении Само. Так, поздняя традиция, записанная в созданном около 870 года в Баварии трактате «Обращение баваров и хорутан» (лат. «Conversio Bagoariorum et Carantanorum»), считает Само славянином: «Во времена славного короля франков Дагоберта славянин некий, именем Само, проживавший у хорутан, был вождём этого племени».
В 631 году на территории государства Само было убито несколько франкских купцов. В ответ франкский король Дагоберт I выслал карательную экспедицию. Однако в битве под Вогастисбургом, продолжавшейся 3 дня, Само разбил франкскую армию. После этого славяне вторглись в Тюрингию и некоторые другие земли, контролируемые франками. Кроме того, к Само присоединился сорбский князь Дерван. Только в 636 году герцог Тюрингии Радульф смог разбить славян, заставив их бежать. Однако после смерти Дагоберта I Радульф якобы сам восстал против франков, разбив в 641 году сына Дагоберта, короля Австразии Сигиберта III. Он стал считать себя королём Тюрингии и заключил договор о союзе с Само.
После смерти Само в 658 году государство, созданное им, распалось под напором авар.
В 1990—2000-х годах проблема «государства Само» рассматривалась с разных точек зрения: источниковедческой (В. К. Ронин), историко-правовой (И. В. Петров), археологической (А. Авенариус).